# Puerto Vallarta Squeeze
Pour les articles homonymes, voir Vallarta.
Pour plus de détails, voir Fiche technique et Distribution.
Puerto Vallarta Squeeze est un film américano-mexicain réalisé par Arthur Allan Seidelman, sorti en 2004. Il s'agit d'une adaptation du livre de Robert James Waller (l'auteur de Sur la route de Madison). Puerto Vallarta Squeeze est le dernier film joué par l'acteur Jonathan Brandis.

## Synopsis
Poursuivi par ses anciens employeurs, un ex-tueur à gages du gouvernement américain s'enfuit. Dans sa tentative désespérée de leur échapper, il rencontre deux touristes qui décident de l'aider dans sa cavale à travers les contrées naturelles sauvages du Mexique.

## Fiche technique
- Titre : Puerto Vallarta Squeeze
- Réalisation : Arthur Allan Seidelman
- Scénario : Richard Alfieri d'après le roman de Robert James Waller
- Production : Carolyn S. Chambers, Robert Katz, Zane W. Levitt, Mark Yellen
- Musique : Lee Holdridge
- Photographie : Chuy Chávez
- Montage : Bert Glatstein
- Pays d'origine : États-Unis - Mexique
- Format : Couleurs - 1,85:1 - Dolby Digital
- Genre : Action, romance
- Durée : 117 minutes
- Date de sortie : 2004

## Distribution
- Scott Glenn : Clayton Price
- Craig Wasson : Danny Pastor
- Giovanna Zacarías : Maria de la Luz Santos
- Harvey Keitel : Walter McGrane
- Jonathan Brandis : Neil Weatherford
- Miguel Sandoval : Capitaine Rivera